# Phrudocentra opaca
Phrudocentra opaca là một loài bướm đêm trong họ Geometridae.